# اچ‌ام‌اس بری (کی۳۱۲)
اچ‌ام‌اس بری (کی۳۱۲) (به انگلیسی: HMS Berry (K312)) یک کشتی بود که طول آن ۲۸۹ فوت ۵ اینچ (۸۸٫۲۱ متر) بود. این کشتی در سال ۱۹۴۲ ساخته شد.